# Benedito Leite
Benedito Leite este un oraș în unitatea federativă Maranhão (MA), Brazilia.
1. ↑   https://cidades.ibge.gov.br/xtras/perfil.php?codmun=2101806 Lipsește sau este vid: |title= (ajutor)